# Paraboloid

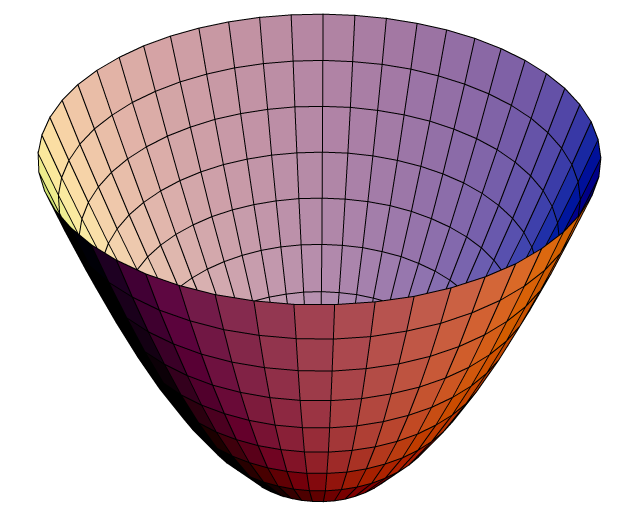
Rotationsparaboloid

Rotationsparaboloid kallas den yta som genereras av en parabel som roterar kring sin axel. Om parabeln i stället förskjuts linjärt vinkelrätt mot sin axel genereras en cylindrisk paraboloidyta.
I samband med mikrovågsantenner, "parabolantenner" ( ! ) har denna yta kommit att felaktigt benämnas parabol, sannolikt till följd av en tidig (1960-talet) felöversättning av engelska ordet paraboloid eller feltolkning av parabola, som betyder parabel. På franska används emellertid för dessa antenner den korrekta termen paraboloïde.

## Hyperbolisk paraboloid

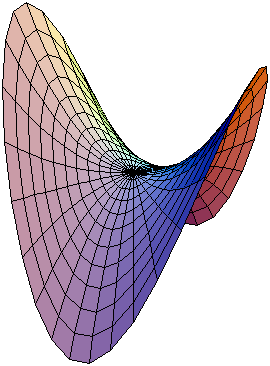
Hyperbolisk paraboloid

Denna andragradsyta beskrivs av ekvationen
{\displaystyle \left({\frac {x}{a}}\right)^{2}-\left({\frac {y}{b}}\right)^{2}+2z=0}
Dess skärningslinjer med ett plan är i allmänhet antingen parabler eller
hyperbler. Hyperboliska paraboloiden bildar ej en sluten figur, utan är åt alla håll obegränsad. Dess mittdel har ungefär formen av en vanlig ridsadel. Ytan kallas därför ibland "sadelyta".
Potatischips med varumärket Pringles har form efter en hyperbolisk paraboloid.

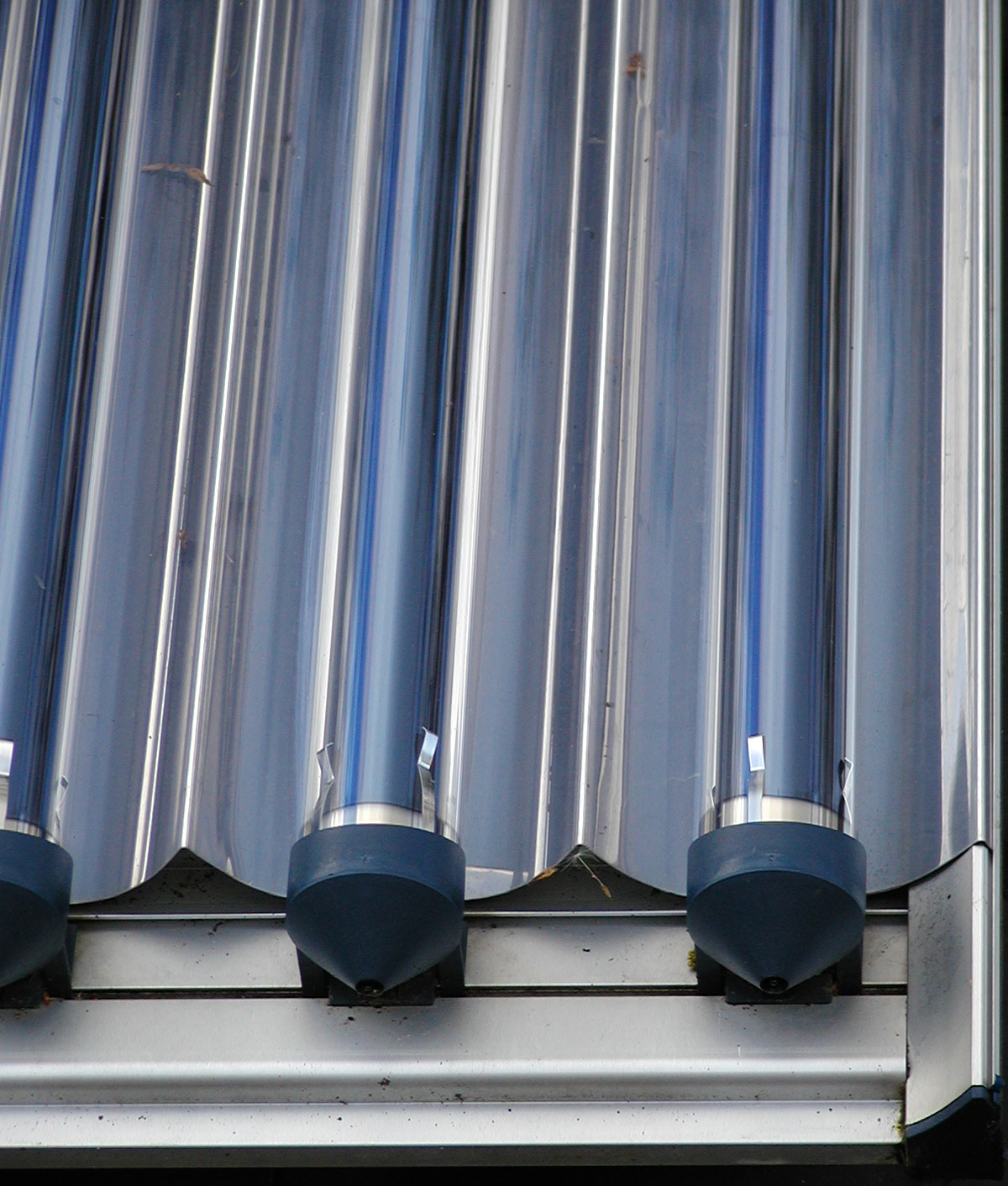
Solfångare med cylindriska paraboloider som reflektorer

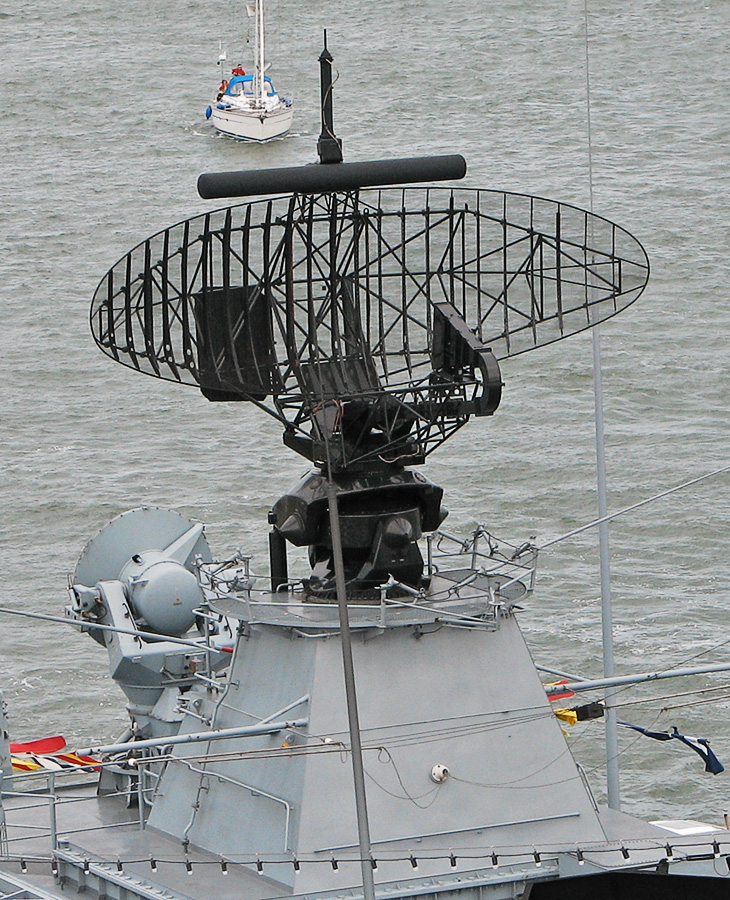
Spaningasradarantenner på ett örlogsfartyg
Överst (en lång, svart horisontell linje) en antenn avsedd för en hög frekvens.
Nedtill en antenn för en låg frekvens, där huvudreflektorn är utformad som ett metallnät och primärstrålaren en platt tratt i änden på en tillbakaböjd vågledare.

## Tillämpningar
- Huvudreflektorn i den vanligaste mikrovågantennen utgörs av en rotationsparaboloid. Om den är snett avskuren osymmetriskt kring rotationsaxeln liknar ytan ett musselskal, musselantenn (engelska shell antenna).
- Subreflektorn i s.k. cassegrainantenner är en (tvåmantlad) hyperboloid, där den konvexa sidan utnyttjas. Denna yta har två brännpunkter, där den ena sammanfaller med huvudreflektorns brännpunkt (som ligger på den konkava sidan av subreflektorn). Subreflektorns andra brännpunkt förläggs till primärstrålaren, som befinner sig i närheten av huvudreflektorns vertex.

- I vissa radarantenner (spaningsradar) där man vill ha en smal strålningslob i ett visst plan (horisontellt eller vertikalt) samtidigt med en bred lob i ett plan vinkelrätt däremot är huvudreflektorn en cylindrisk paraboloid. En annan tillämpning av cylindriska paraboloider är solfångare.

- Paraboliska speglar är den viktigasta typen av primärspegel i optiska spegelteleskop som Newtonteleskop, Cassegrainteleskop och Gregoryteleskop.

- Strålkastare. Om en (nära) punktformig ljuskälla placeras i paraboloidens fokus fås ett (nära) parallellt strålknippe, vilket utnyttjas i olika typer av strålkastare.